# Новый Электрон
Анса́мбль «Но́вый Электро́н» – популярная советская группа, созданная в 1967 году гитаристом и композитором Валерием Приказчиковым после его ухода из квартета "Электрон", игравшая преимущественно инструментальную сёрф-музыку.

## История
Ансамбль «Новый Электрон» был создан бывшим участником и лидером квартета "Электрон" Валерием Приказчиковым. В 1966 году из-за разногласий по репертуару он оставил «Электрон». В Ростовской филармонии вместе с клавишником Евгением Казанцевым и барабанщиком Владимиром Панкратовым записал в студии авторскую инструментальную пьесу «Шаги в ночи».
Постоянного состава ещё не было, и в газете «Вечерняя Москва» появляется объявление, что в ансамбль Валерия Приказчикова «Новый Электрон» требуются бас-гитарист и клавишник. На конкурсной основе в коллектив были приняты Виктор Заикин и Владимир Геркуленко. 
Таким образом в Москве в 1968 году был создан квартет «Новый Электрон» в составе: Валерий Приказчиков (музыкальный руководитель, соло-гитара, вокал и автор музыки), Владимир Геркуленко (электроорган), Виктор Заикин (бас-гитара) и Владимир Панкратов (ударные). По инициативе директора ансамбля Владимира Штульмана (он также являлся художественным руководителем филармонии) ребят оформили в Липецкую филармонию и там выдали трудовые книжки. 
Первые гастроли «Нового Электрона» состоялись в 1969 году. В концертных программах квартета – танцевальные пьесы советских и зарубежных композиторов в обработке или в авторстве Валерия Приказчикова. Помимо инструментальной музыки ансамбль исполнял и песни.
Музыканты ансамбля постоянно работали над усовершенствованием электроинструментов, экспериментировали в области звуковых и тембровых сочетаний, используя интересные эффекты звукозаписи.
История «Нового Электрона» продолжалась вплоть до 1980-х в Ростовской филармонии. В 1981 году по решению «Росконцерта» Валерий Приказчиков возглавил ВИА «Коробейники». В 1990 году погиб в автомобильной аварии.

## Участники «Нового Электрона»
- Валерий Приказчиков (руководитель, гитара, вокал, 1966–1981)
- Владимир Геркуленко (клавишные)
- Виктор Заикин (бас-гитара)
- Евгений Казанцев (клавишные, бас, вокал)
- Владимир Панкратов (ударные)
- Раиса Кустарева (вокал)
- Вячеслав Назаров (тромбон, фортепиано, вокал)
- Владимир Николаев (клавишные, труба, гитара)
- Анатолий Визиров (вокал)
- Владимир Попков (вокал)
- Алла Пугачёва (вокал, 1969)
- Владимир Штульман (художественный руководитель, фортепиано, вокал)
- Людмила Ярсула (вокал)
- Евгений Иванов (бас-гитара)
- Аркадий Крылов (конферансье)
- Татьяна Рузавина (вокал)
- Александр Анастасьев (клавишные)
- Анатолий Болдырев (саксофон-тенор, флейта)
- Александр Ленчик (труба)

## Дискография
1968, ГД-0001011-2, Новый электрон
- Колыбельная Светлане (Т. Хренников, обр. В. Приказчикова)
- Ватусси (Э. Вианелло, обр. В. Приказчикова)
- Мирза (Э. Масиас, обр. В. Приказчикова)
- Грёзы (В. Приказчиков)

1969, ГД-0001353-4, Ансамбль «Новый электрон»
- Быстрее звука (В. Приказчиков)
- Тень твоей улыбки (Д. Мендель)
- Солнечный зайчик (В. Приказчиков)
- Вчера (П. Маккартни)

1969, Д-00025191-92, Ансамбль «Новый электрон»
- Быстрее звука (В. Приказчиков)
- Тень твоей улыбки (Д. Мендель)
- Солнечный зайчик (В. Приказчиков)
- Вчера (П. Маккартни)

1969, 47889-90, Ансамбль «Новый электрон»
- Шаги (В. Приказчиков)
- Тень твоей улыбки (Д. Мендель)